# Latmikaik Corona
Latmikaik Corona est une corona, formation géologique en forme de couronne, située sur la planète Vénus par -64° S et 123° E. Elle est localisée dans le quadrangle d'Henie. Elle a été nommée en référence à Latmikaik, déesse de la fertilité et de la naissance à Palau (Micronésie). 

## Géographie et géologie
Latmikaik Corona couvre une surface circulaire d'environ 500 km de diamètre. Cette formation fait partie des 34 coronæ de plus de 500 km de diamètre sur la surface de Vénus.